# Skuldelev 5
Skuldelev 5 er et vikingeskib og handelsfartøj, der blev fundet i Roskilde Fjord sammen med de andre Skuldelevskibe. Vraget blev fundet allerede i 1959 ved en dykkerundersøgelse.
Skibet har været omkring 17 m langt, 2,5 m bredt og haft en dybdegang på 1,1 m. Der har været 16 årer, og det er dateret til 1024. Det er et krigsskib, sandsynligvis af typen snekke.
Skuldelev 5 hører blandt til de mindste langskibe i en krigsflåde og er ideelt til sejlads i de indre, danske farvande og i de korte, krappe bølger på Østersøen. Skibet er et mindre krigsskib fra vikingetiden, ca. 1030. Skibet har muligvis været et leddingskib, dvs. at det ikke blot har indgået i det lokale forsvar, men også som en af de mindste enheder i Danmarks datidige flåde. 

## Konstruktion
I modsætning til de øvrige Skuldelevskibe er det lille langskib fra begyndelsen bygget af både nyt træ og genbrugstømmer. Få år før skibet sænkes i spærringen, bliver det desuden repareret med nyt og genbrugt træ. Langs den øverste bordgang ses endnu dele af skjoldremmen til krigernes skjolde, og på 6. planke i bagbord side agter er spor efter en indskåret dekoration.

## Rekonstruktioner
Siden fundet blev gjort er der udført flere rekonstruktioner af Skuldelev 5, og disse inkluderer:
- Helge Ask - Roskilde, 1991[3]
- Lindheim Sunds - Ollerup, 1977[4][5]
- Sebbe Als - Augustenborg, 1969[6]
- Glad av Gillberga - Värmlands län, 1998

Helge Ask
Vikingeskibsmuseets rekonstruktion af Skuldelev 5, Helge Ask, kan ses i Museumshavnen. Helge Ask er bygget på museet i 1990-91 af eg, fyr og ask. Af det oprindelige skib er ca. 65% bevaret. Bunden og næsten hele bagbord side er intakt, så det har været relativt let at rekonstruere den manglende styrbords side.
Skibet er hovedsageligt fremstillet af genbrugstømmer, hvilket adskiller det fra de øvrigt skuldelevskibe.